# Vince Barnett
Vince Barnett (Pittsburgh, 4 luglio 1902 – Los Angeles, 10 agosto 1977) è stato un attore statunitense.

## Filmografia parziale

### Cinema
- Wide Open, regia di Archie Mayo (1930)
- Scarface - Lo sfregiato (Scarface), regia di Howard Hawks e Richard Rosson (1932)
- Le tigri del Pacifico (Tiger Shark), regia di Howard Hawks (1932)
- Bacio mortale (The Death Kiss), regia di Edwin L. Marin (1932)
- Carne (Flesh), regia di John Ford (1932)
- Fast Workers, regia di Tod Browning (1933)
- The Girl in 419, regia di Alexander Hall e George Somnes (1933)
- Sunset Pass, regia di Henry Hathaway (1933)
- Man of the Forest, regia di Henry Hathaway (1933)
- L'idolo delle donne (The Prizefighter and the Lady), regia di W.S. Van Dyke (1933)
- Zampa di gatto (The Cat's-Paw), regia di Sam Taylor (1934)
- Gli amori di Benvenuto Cellini (The Affairs of Cellini), regia di Gregory La Cava (1934)
- She Loves Me Not, regia di Elliott Nugent (1934)
- Don't Bet on Blondes, regia di Robert Florey (1935)
- Riffraff, regia di J. Walter Ruben (1936)
- Captain Calamity, regia di John Reinhardt (1936)
- Adorazione (The Woman I Love), regia di Anatole Litvak (1937)
- Overland Mail, regia di Robert Hill (1939)
- Heroes of the Saddle, regia di William Witney (1940)
- La taverna dei 7 peccati (Seven Sinners), regia di Tay Garnett (1940)
- Il corpo scomparso (The Corpse Vanishes), regia di Wallace Fox (1942)
- Morgan il bandito (Baby Face Morgan), regia di Arthur Drefuss (1942)
- A mezzanotte corre il terrore (Bowery at Midnight), regia di Wallace Fox (1942)
- X Marks the Spot, regia di George Sherman (1942)
- Luna senza miele (Thrill of a Romance), regia di Richard Thorpe (1945)
- Sensation Hunters, regia di Christy Cabanne (1945)
- Il virginiano (The Virginian), regia di Stuart Gilmore (1946)
- I gangsters (The Killers), regia di Robert Siodmak (1946)
- Sparo per uccidere (Shoot to Kill), regia di William Berke (1947)
- Forza bruta (Brute Force), regia di Jules Dassin (1947)
- La muraglia delle tenebre (High Wall), regia di Curtis Bernhardt (1947)
- Il capitano Gary (Deputy Marshal), regia di William Berke (1949)
- Mule Train, regia di John English (1950)
- Border Treasure, regia di George Archainbaud (1950)
- Nevada Express (Carson City), regia di André De Toth (1952)
- Una pistola tranquilla (The Quiet Gun), regia di William F. Claxton (1957)
- Outlaw Queen, regia di Herbert S. Greene (1957)
- The Rookie, regia di George O'Hanlon (1959)
- Dr. Goldfoot e il nostro agente 00¼ (Dr. Goldfoot and the Bikini Machine), regia di Norman Taurog (1965)
- Le ragazze pon pon si scatenano (Summer School Teachers), regia di Barbara Peeters (1975)

### Televisione
- Front Page Detective – serie TV (1951)
- I Married Joan – serie TV (1952)
- Hollywood Opening Night – serie TV (1952)
- The Files of Jeffrey Jones – serie TV (1952)
- The Life of Riley – serie TV (1953)
- Damon Runyon Theater – serie TV, episodi 1x10-2x07 (1955)
- Schlitz Playhouse of Stars – serie TV (1956)
- It's a Great Life – serie TV (1956)
- The Restless Gun – serie TV, episodio 1x22 (1958)
- Sally – serie TV (1958)
- Bachelor Father – serie TV (1958)
- Testimone oculare (Girl on the Run) – film TV (1958)
- Indirizzo permanente (77 Sunset Strip) – serie TV (1958)
- Tales of the Texas Rangers – serie TV (1958)
- Bronco – serie TV (1958)
- U.S. Marshal – serie TV (1959)
- Lock-Up – serie TV (1960)
- Letter to Loretta – serie TV (1960)
- L'impareggiabile Glynis (Glynis) – serie TV (1963)
- Perry Mason – serie TV (1964)
- Io e i miei tre figli (My Three Sons) – serie TV (1965)
- Organizzazione U.N.C.L.E. (The Man from U.N.C.L.E.) – serie TV (1966)
- The Andy Griffith Show – serie TV (1966-1970)
- La fattoria dei giorni felici (Green Acres) – serie TV (1966-1970)
- Mayberry R.F.D. – serie TV (1968-1970)
- Bridget Loves Bernie – serie TV (1973)